# Авбель, Франц
Франц Авбель (словен. Franc Avbelj; 27 октября 1914, Трнява близ Домжале — 24 декабря 1991, Вир близ Домжале) — югославский словенский военный деятель, участник Народно-освободительной войны Югославии, впоследствии общественный деятель и партийный работник Социалистической республики Словения. Народный герой Югославии.

## Биография
Окончил школу в селе Крашня, затем учился в Любляне на строителя. В 1938—1939 гг. проходил военную службу в Белграде, затем вернулся в Словению и работал строителем.
Участник Народно-освободительной войны с 1941 года, сражался в Шерцерьевом батальоне. Член Союза коммунистов Югославии с 1942 года. В мае 1942 года в одиночку сражался с итальянскими силами, будучи вооружён пулемётом, на протяжении одного дня и одной ночи, прикрывая отступление солдат своего подразделения. Позже был политкомиссаром и командиром в Камниском и Савиньском батальонах, командиром батальона в Губцевской бригаде и Нотраньском отряде, командиром Нотраньского отряда и с 1943 года командиром Губцевской бригады, с которой он осуществил одну из диверсий на железнодорожной станции Мирна.
С конца 1943 до конца 1944 года со своим отрядом оставался в Нижней Крайне и действовал в районе городов Требелно, Жужемберк, Требне, а также в южной части Штирии. В конце 1944 года был тяжело ранен в голову, ввиду чего до конца жизни остался инвалидом. После освобождения Югославии был в 1946 году демобилизован из югославской армии как ветеран войны и находился на различных общественно-политических должностях в городах Крань и Ново-Место, в 1954—1957 гг. был председателем местного народного совета Домжале. Был награждён партизанской медалью 1941 года и другими югославскими наградами. Звание Народного героя ему было присвоено 25 декабря 1952 года.